# Sommartjärnen, Jämtland
Sommartjärnen är en sjö i Östersunds kommun i Jämtland och ingår i Indalsälvens huvudavrinningsområde.